# Boku no imōto wa "Ōsaka-okan"
Boku no imōto wa "Ōsaka-okan" (僕の妹は「大阪おかん」? lett. "La mia sorellina è una tipa di Osaka") è una serie anime giapponese di cortometraggi prodotta dallo studio Charaction e diretta da Kōtarō Ishidate. La serie non segue lo sviluppo di una trama vera e propria, ma si focalizza su un ideale confronto giornaliero fra la cultura della capitale, Tokyo, e della città di Osaka, prendendo come riferimento la serie di guide umoristiche della casa editrice Chukei Shuppan: Osaka Okan Rule (La mamma di Osaka regna) e Osaka Rule .

## Trama
Kyosuke e Namika sono fratelli, ma la sorte li ha tenuti divisi per dieci anni. Un giorno Namika torna a stabilirsi a casa del fratello, ma le abitudini e il dialetto della città di Osaka - in cui ha vissuto negli anni passati - sono ormai per lei naturali. Sta ora a Kyosuke sopportare i capricci della sorella e le sue abitudini così inusuali ai suoi occhi.

## Personaggi
Namika Ishihara (石原 浪花?, Ishihara Namika)
Doppiata da Kana Asumi
Kyosuke Ishihara (石原 京介?, Ishihara Kyōsuke)
Doppiato da Ryōko Shiraishi
Kaede (楓?, Kaede)
Doppiata da Yuka Iguchi
Compagna di scuola di Kyosuke.

## Lista episodi
| Nº    | Titolo italiano (tradotto) Giapponese 「Kanji」 - Rōmaji | In onda          | In onda |
| Nº    | Titolo italiano (tradotto) Giapponese 「Kanji」 - Rōmaji | Giapponese       |         |
| 1     | Un giorno, mi sono ritrovato una tipa di Osaka per sorella 「ある朝、大阪おかんの妹ができまして。」 - Aru Chō, Ōsaka o kan no imōto ga dekimashite.                                            | 21 dicembre 2012 |         |
| 2     | Sì, mia sorella è una tipa di Osaka! 「妹が大阪おかんなんですけど!」 - Imōto ga Ōsaka o kan'na ndesukedo!                                                                                      | 4 gennaio 2013   |         |
| 3     | Mia sorella non può essere così tanto una tipa di Osaka 「俺の妹がこんなに大阪おかんなわけがない」 - Ore no imōto ga kon'nani Ōsaka o kan'na wake ga nai                                       | 11 gennaio 2013  |         |
| 4     | Sono una tipa di Osaka, ma che importa se abbiamo amore? 「大阪おかんだけど愛さえあれば関係ないよねっ」 - Ōsaka o ka ndakedo ai sae areba kankeinai yo ne ~tsu                                 | 18 gennaio 2013  |         |
| 5     | La casa di una tipa di Osaka 「大阪おかんホーム」 - Ōsaka o kan hōmu | 25 gennaio 2013  |         |
| 6     | Ultimamente mia sorella è un po' "tipa di Osaka-eggiante" 「最近、妹のようすがちょっと大阪おかんなんだが。」 - Saikin, imōto no yō su ga chotto Ōsaka o kan'na ndaga.                          | 1º febbraio 2013 |         |
| 7     | Una di queste persone è una tipa di Osaka! 「この中に1人、大阪おかんがいる!」 - Kono naka ni 1-ri, Ōsaka o kan ga iru!                                                                         | 8 febbraio 2013  |         |
| 8     | O potrebbe essere un tempo verbale di Osaka 「あるいは現在進行形の大阪おかん」 - Aruiwa genzai shinkōkeino Ōsaka o ka n                                                                        | 15 febbraio 2013 |         |
| 9     | La tipa di Osaka ed io che soffro 「大阪おかんな妹と受難な俺」 - Ōsaka o kan'na imōto to junan'na ore                                                                                          | 22 febbraio 2013 |         |
| 10    | Mia sorella è la regina delle tipe di Osaka 「妹は大阪おかんの女神ちゃん」 - Imōto wa Ōsaka o kan no megami-chan                                                                               | 1º marzo 2013    |         |
| 11    | Sembra che quest'ultima moda da "tipa di Osaka" sia solo merito mio 「最近の大阪おかんブームはどうやら俺のおかげらしいですよ」 - Saikin no Ōsaka o kan būmu wa dōyara ore no okagerashīdesu yo | 8 marzo 2013     |         |
| 12    | Namika-chan @ demotivata 「浪花はん＠がんばらない」 - Naniwa-han@ ganbaranai | 15 marzo 2013    |         |
| Extra | Il tanto atteso episodio "La Tokyo del mio fratellone regna" 「うちのお兄ちゃんは「東京ルール」」 - Uchi no o nīchan wa `Tōkyō rūru'                                                           | 19 aprile 2013   |         |